# 儋州西庆机场
儋州西庆机场位于中国海南省儋州市的通用机场，机场位于儋州市西庆鎮，距离儋州市区约14公里。

## 概况
20世纪60年代后期，为方便橡胶林灭虫作业需要，海南省农垦总局于西庆农场修建简易农用机场，可供运-5小型飞机起降。
该简易机场于1992年关闭，2003年5月重新启用，并于2007年至2008年间进行扩建改造。2011年12月31日机场获得中国民用航空总局颁发的《通用航空机场使用许可证》。2020年，机场开通客货运业务，截至目前已有儋州-阳江-珠海和儋州-北海客货运航线，使用塞斯纳208型飞机飞行。

## 航空公司与航点
| 航空公司     | 目的地           |
| ------------ | ---------------- |
| 海南亚太通航 | 北海、阳江、珠海 |